# Бджолоїдка рудоголова
Бджолоїдка рудоголова (Merops boehmi) — вид сиворакшоподібних птахів родини бджолоїдкових (Meropidae).

## Назва
Вид названо на честь німецького зоологіста Ріхарда Бьома (1854—1884).

## Поширення
Вид поширений в Східній Африці. Ареал виду розділений на дві частини: східну — схід Танзанії, Малаві та захід Мозамбіку, та західну — захід Танзанії, північ Замбії та південний схід ДР Конго. Трапляється у саванах та відкритих лісах, особливо з деревами мопане (Colophospermum mopane).

## Опис
Дрібний птах, завдовжки 21-23 см. Вага приблизно 15-20 г. Задня частина шиї, спина, крила, груди та черево зелені. Хвіст чорний. Дві центральні кермові пір'їни хвоста довші від інших. Верхівка голови та горло червоні. Від основи дзьоба через око проходить чорна смуга, під нею є тонка біла лінія. Дзьоб довгий, зігнутий, чорного кольору. Очі червонувато-коричневі. Ноги коричневі.

## Спосіб життя
Птах живиться літаючими комахами. Гнізда облаштовує у норах, які викопує у піщаних ярах, урвищах. Нори сягають до 1 м завдовжки.